# Phyllomyias cinereiceps
El mosquerito cenizo (Phyllomyias cinereiceps), también denominado tiranuelo cenizo (en Colombia), tiranolete cabecinegro (en Ecuador), moscareta de cabeza ceniza (en Perú) o atrapamoscas cabecicenizo (en Venezuela)  es una especie de ave paseriforme de la familia Tyrannidae perteneciente al numeroso género Phyllomyias. Es nativa de regiones andinas del noroeste y oeste de América del Sur.

## Distribución y hábitat
Se distribuye a lo largo de la cordillera de los Andes desde el extremo suroeste de Venezuela (sur de Táchira), Colombia (las tres cordilleras), oeste y este de Ecuador y este del Perú (al sur hasta Puno).
Esta especie es considerada poco común en sus hábitats naturales: el estrato medio, el sub-dosel y los bordes de bosques montanos, en altitudes entre 1000 y 2500 m.

## Sistemática

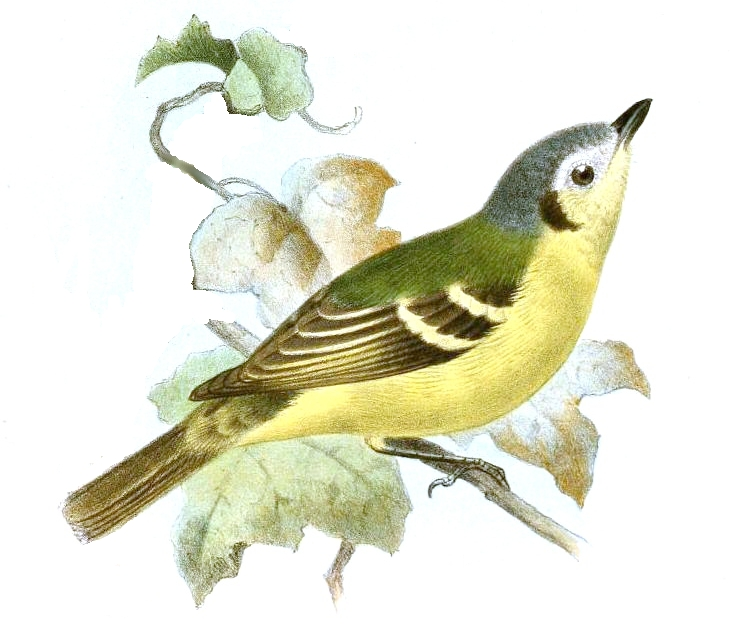
Tyranniscus cinereiceps = Phyllomyias cinereiceps, ilustración de Smit en Catalogue of the Birds in the British Museum, 1888.

### Descripción original
La especie P. cinereiceps fue descrita por primera vez por el zoólogo británicos Philip Lutley Sclater en 1860 bajo el nombre científico Tyrannulus cinereiceps; su localidad tipo es: «Pallatanga, Ecuador».

### Etimología
El nombre genérico masculino «Phyllomyias» se compone de las palabras del griego «φύλλον» (phúllon) que significa ‘hoja’, y de la forma neolatina «myias» que significa ‘atrapamoscas’, a su vez derivado del griego  «μυῖα, μυῖας» (muĩa, muĩas) que significa ‘mosca’; y el nombre de la especie «cinereiceps», se compone de las palabras del latín «cinereus» que significa ‘de color ceniciento’, y «ceps» que significa ‘de cabeza’.

### Taxonomía
Por mucho tiempo estuvo colocada en el género Tyranniscus, junto a Phyllomyias nigrocapillus y a P. uropygialis. Es monotípica.
El género Phyllomyias como constituido actualmente puede ser polifilético; para definir los límites del género, se requieren análisis filogenéticos objetivos, utilizando características moleculares y anatómicas. Evidencias anatómicas sugieren que la presente especie, Phyllomyias fasciatus, Phyllomyias griseiceps y Phyllomyias weedeni forman un clado que puede no estar emparentado con otras del género, algunas de los cuales o todas posiblemente estarían mejor colocadas en un género resucitado Tyranniscus.